# I3 (spoorwegrijtuig)
De I3-rijtuigen van de NMBS waren ligrijtuigen voor het internationale treinverkeer, gebaseerd op ontwerpen van ligrijtuigen van de Franse spoorwegen. In 1960 werden 40 ligrijtuigen met 9 compartimenten en in totaal 54 ligplaatsen tweede klas gebouwd. De wagons werden gebruikt voor het internationale verkeer. In 1995 werden de I3-rijtuigen buiten gebruik gesteld. Tien rijtuigen werden verkocht aan de Marokkaanse Spoorwegen.